# Manggystau
Manggystau (kaz. Маңғыстау; ros. Мангистау, Mangistau) – wieś w południowo-zachodnim Kazachstanie, w obwodzie mangystauskim, siedziba administracyjna rejonu Munajły. W 2019 roku liczyła ponad 31 tys. mieszkańców.